# موتور محمد رضا بير مرادي (أرزوئية)
موتور محمد رضا بیر مرادي (بالإنجليزية: Mowtowr Pamp-e Mohammad Reza Pir Moradi)‏ هي منطقة سكنية تقع في إيران في Arzuiyeh Rural District. يقدر عدد سكانها بـ 226 نسمة .